# Alois Schroll

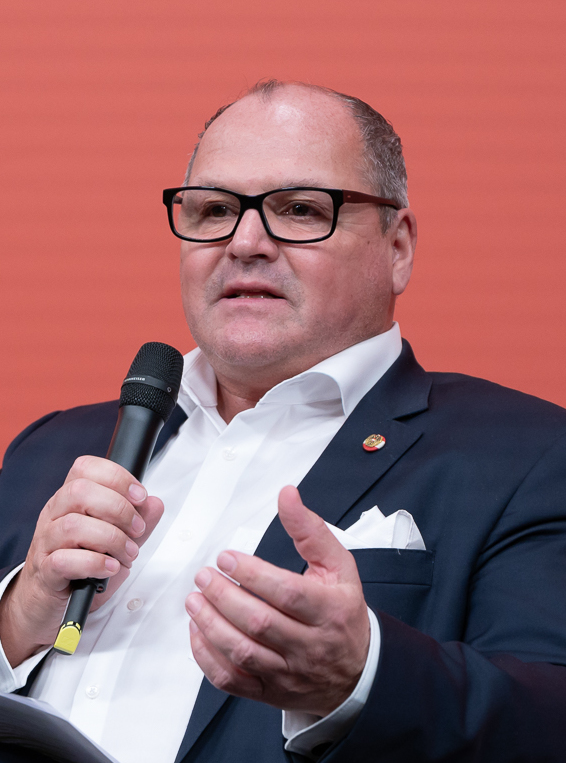
Alois Schroll (2022)

Alois Schroll (* 13. März 1968 in Amstetten) ist ein österreichischer Politiker der Sozialdemokratischen Partei Österreichs (SPÖ). Von 2014 bis Anfang 2021 war er Bürgermeister der Stadtgemeinde Ybbs an der Donau, seit dem 23. Oktober 2019 ist er Abgeordneter zum Nationalrat.

## Leben

### Ausbildung und Beruf
Alois Schroll begann nach dem Besuch der Volks- und Hauptschule in Ybbs an der Donau 1983 eine Lehre zum Maschinenbauer und Elektrotechniker, die er 1987 abschloss. Anschließend leistete er den Präsenzdienst. Ab 1991 besuchte er die Werkmeisterschule an der HTL St. Pölten, die er mit der Meisterprüfung abschloss.
Von 1989 bis 2004 war er als Maschinenbauer und Elektrotechniker unter anderem im Kraftwerk Ybbs-Persenbeug bei der Verbund AG tätig, wo er 2009/10 auch Projektmanager war. Von 2004 bis 2007 war er Pressesprecher der SPÖ Niederösterreich im Büro der Landesregierung, zugeteilt zu Landesrätin Christa Kranzl, anschließend bis 2009 Pressereferent im Bundesministerium für Verkehr, Innovation und Technologie unter Staatssekretärin Christa Kranzl. Von 2010 bis 2012 war er Projektmanager bei der Alpine-Energie, ab 2012 war er im Veranstaltungs- und Kulturbereich der Kammer für Arbeiter und Angestellte für Niederösterreich tätig.
Schroll ist Vater einer Tochter. Seit 1997 ist er ehrenamtlicher Mitarbeiter beim Österreichischen Roten Kreuz in der Bezirksstelle Ybbs. Während des Terroranschlages in Wien 2020 befand er sich in einem Lokal am Schwedenplatz.

### Politik
Schroll war fünfzehn Jahre lang als Sportreferent Mitglied des Gemeinderates in Ybbs an der Donau. 2010 wurde er stellvertretender Stadtparteivorsitzender der SPÖ Ybbs an der Donau, im Bezirk Melk wurde er 2012 stellvertretender SPÖ-Bezirksparteivorsitzender. Im Februar 2014 wurde er als Nachfolger von Anton Sirlinger, der sein Amt nach 19 Jahren zurücklegte, zum Bürgermeister der Stadtgemeinde Ybbs an der Donau gewählt. Schroll ist Vorstandsmitglied des Gemeindevertreterverbandes Niederösterreich und Mitglied des Landesparteivorstand der SPÖ Niederösterreich. Ab 2017 war er Obmann des Gemeindevertreterverbandes (GVV) im Bezirk Melk, 2023 folgte ihm Johannes Weiß in dieser Funktion nach.
Bei der Nationalratswahl 2019 kandidierte er für die SPÖ als Spitzenkandidat im Regionalwahlkreis Mostviertel sowie auf Platz sieben im Landeswahlkreis Niederösterreich. Am 23. Oktober 2019 wurde er zu Beginn der XXVII. Gesetzgebungsperiode als Abgeordneter zum österreichischen Nationalrat angelobt. Im SPÖ-Parlamentsklub fungierte er in der 27. Gesetzgebungsperiode als Bereichssprecher für Energie.
Bei der Gemeinderatswahl 2020 blieb der SPÖ in Ybbs die absolute Mehrheit erhalten. Anfang 2021 gab Schroll seinen Rücktritt als Bürgermeister bekannt, Vizebürgermeisterin Ulrike Schachner folgte ihm nach. Ende Jänner 2021 verzichtete er auch auf sein Gemeinderatsmandat. Für die Nationalratswahl 2024 wurde er erneut zum SPÖ-Spitzenkandidaten im Regionalwahlkreis Mostviertel gewählt. 2024 wurde er neben Günther Sidl geschäftsführender Bezirksparteivorsitzender der Melker Bezirks-SPÖ. Nach der Wahl 2024 verblieb er im Nationalrat. Bei der Gemeinderatswahlen 2025 schaffte er mittels Vorzugsstimmen den direkten Einzug in den Ybbser Gemeinderat, verzichtete allerdings auf den Sitz im Gemeinderat, der an Philipp Simmer ging. In der XXVIII. Gesetzgebungsperiode blieb er Bereichssprecher für Energie.